# Hans Linsenmaier
Hans Linsenmaier (* 28. April 1941) ist ein ehemaliger deutscher Fußballspieler und -trainer. Der im Angriff wie in der Verteidigung einsetzbare Spieler hat bei den Vereinen Borussia Neunkirchen (1967/68) und TSV 1860 München (1968/69) insgesamt in der Fußball-Bundesliga 45 Ligaspiele absolviert und dabei neun Tore erzielt. Zusätzlich hat er in den damals zweitklassigen Regionalligen Südwest und Süd 157 Ligaspiele mit 39 Toren zu verzeichnen.

## Karriere
Hans Linsenmaier begann seine Karriere beim FV Queichheim und wechselte von da zum ASV Landau. Anschließend stand er bei Borussia Neunkirchen von 1966 bis 1968 unter Vertrag. Er debütierte am 21. August 1966 bei einem 2:2-Heimremis gegen die SpVgg Weisenau auf Rechtsaußen in der Regionalliga Südwest und erzielte sein erstes Pflichtspieltor für das Team vom Ellenfeldstadion. Am 13. November 1966 wurde der spätere Vizemeister 1. FC Saarbrücken vor 25.000 Zuschauern mit 2:0 geschlagen, Linsenmaier zeichnete sich auf Linksaußen als zweifacher Torschütze aus. Mit der Borussia gewann er unter Trainer Željko Čajkovski in der Regionalliga  in der Saison 1966/67 den Meistertitel in der Südwest-Staffel. Er schoss in dieser Saison in 28 Spielen 19 Tore und nahm damit gemeinsam mit Emil Poklitar den zweiten Rang in der Südwest-Torschützenliste hinter Alfred Brecht mit 26 Toren ein. Bei den Schwarz-Weißen folgten Wolfgang Gayer (13 Tore) und Jürgen Pontes (10 Tore) auf den Plätzen. In der anschließenden Aufstiegsrunde setzte sich Linsenmaier mit Mitspielern wie Horst Kirsch, Ludwig Lang, Erich Hermesdorf und Jürgen Fuhrmann gegen die Konkurrenten Schwarz-Weiß Essen, Arminia Hannover, Bayern Hof und Hertha BSC durch. Er schoss bei 7 Einsätzen ein Tor. Linsenmaier spielte 1967/68 für Neunkirchen ein Jahr in der Bundesliga, in der er 29 Spiele bestritt und acht Tore erzielte. Er debütierte am 19. August 1967 bei einer 1:2-Auswärtsniederlage beim 1. FC Kaiserslautern in der Bundesliga. Auf dem Betzenberg trat die Borussia in der Angriffsbesetzung mit Hugo Ulm, Wolfgang Gayer, Ludwig Lang, Erich Hermesdorf und Linsenmaier angetreten. Das erste Heimspiel, am 26. August, brachte mit einem 2:2 gegen den 1. FC Nürnberg den ersten Punkt; zweifacher Torschütze für den Gastgeber war Rechtsaußen Linsenmaier. Zusammen mit Wolfgang Gayer erzielten er 20 Tore, von insgesamt 33 Neunkirchenern. Damit war der Abstieg als Tabellenvorletzter nicht zu vermeiden.
Linsenmaier blieb in der Liga, da er zur Runde 1968/69 zum TSV 1860 München wechselte. Bei den „Löwen“ hatten auch noch Klaus Fischer, Jürgen Schütz, Franz Schäffner, Bernd Gerstner und Helmut Roth Verträge als Neuzugänge unterschrieben. Linsenmaier begann unter Trainer Albert Sing, ab dem 1. November 1968 wurde der Altnationalspieler aber von Hans Pilz abgelöst. Der Meister des Jahres 1966 belegte am Rundenende den 10. Rang und Linsenmaier hatte 16 Ligaspiele (1 Tor) absolviert. Nach einem Jahr in München zog es ihn weiter zum Freiburger FC in die zweitklassige Regionalliga Süd, wo er die nächsten Jahre bis 1974 spielte.
Zur Saison 1969/70 kamen neben Linsenmaier auch noch Dieter Danzberg und Horst Schaub in das Möslestadion. Da mit Gert Fröhlich und Jürgen Billmann aber zwei Leistungsträger den FFC verlassen hatten und auch Trainer Bernd Oles nach Ende der Hinrunde seinen Job aufgab und durch Fritz Langner ersetzt werden musste, musste sich der Vizemeister des Vorjahres 1970 mit dem 6. Rang begnügen. Linsenmaier hatte in 31 Ligaeinsätzen acht Tore erzielt. Für den Freiburger FC kam er bis 1974 zu 129 Spielen und 20 Toren in der Regionalliga Süd.
1979 übernahm Linsenmaier das Traineramt beim südbadischen Bezirksligisten FC Simonswald, den er in die Landesliga führte. 1981 wurde er Leiter der Lizenzspielerabteilung bei seiner ehemaligen Spielstation Freiburger FC, gleichzeitig unterstützte er den ebenso neu verpflichteten Trainer Horst Heese als dessen Assistent. Als dieser nach einer Serie von sieben verlorenen Spielen und auf einem Abstiegsplatz stehend entlassen wurde, sprang Linsenmaier im März 1982 für 3 Spiele als Interimstrainer ein und übergab das Amt noch im gleichen Monat an Siegfried Melzig. Unter dessen Verantwortung kam in der Saison 1981/82 sein Sohn Jörg am drittletzten Spieltag gegen den KSV Hessen Kassel zu einem Einsatz in der 2. Bundesliga für die Freiburger, als diese bereits als Absteiger in die Oberliga Baden-Württemberg feststanden. Nach dem Abstieg aus der 2. Bundesliga war Hans Linsenmaier Trainer des Freiburger FC in der Saison 1982/83 in der Oberliga Baden-Württemberg. Er belegte mit seiner Mannschaft den 6. Rang. In der Saison 1983/84 verhalf er den Sportfreunden Grißheim zu ihrem größten Erfolg mit dem Aufstieg in die Landesliga.
Vom 9. Oktober 1996 bis zum 29. März 1997 übernahm er das Traineramt beim Verbandsligisten Freiburger FC, bevor er durch Jürgen Marek abgelöst wurde.
Seine beiden Enkelkinder Nikolas und Timo spielen beide (Stand 2014) Eishockey beim Zweitligisten EHC Freiburg.